# Blauk
Blauk — студийный альбом Endraum, вышедший в 1997 году.

## Об альбоме
Треки 1-8 записаны в ходе фестиваля Dahee 26 мая 1995 года во Франции.
Треки 9-13 представляют нереализованные версии указанных песен.

## Список композиций
1. Zerdruckte kehle - 4:41
2. Regentanz - 6:11
3. Der rosengarten - 7:58
4. Appell an die muse - 5:43
5. Mirabell - 5:45
6. Schatten der nacht - 6:39
7. Zuviel keiner worte - 4:52
8. Des zeitenlicht spur - 5:50
9. Stille - 1:44
10. Schwan der meere - 5:23
11. An dich (The third) - 5:13
12. Regentanz - 5:08
13. Zuviel keiner worte - 5:18